# Heinrich Hömberg
Heinrich Hömberg (* 10. April 1893 in Witten an der Ruhr; † 12. Mai 1961 in Düsseldorf) war ein deutscher Geschäftsmann und Politiker (Wirtschaftspartei).

## Leben und Wirken
Hömberg besuchte die Volksschule und ein Realgymnasium. Anschließend absolvierte er von 1912 bis 1914 eine kaufmännische Lehre.
Am Ersten Weltkrieg, in dem er mit dem Eisernen Kreuz beider Klassen und dem Militärverdienstorden ausgezeichnet wurde, nahm Hömberg als Freiwilliger in der Bayerischen Armee teil. Zuletzt war er als Leutnant der Reserve Batterieführer im 11. Feldartillerie-Regiment. 1919 ließ er sich als Kaufmann in Recklinghausen nieder.
In der Weimarer Republik begann Hömberg sich verstärkt politisch zu engagieren. Für die Reichspartei des deutschen Mittelstandes (Wirtschaftspartei) gehörte er von 1928 bis Juli 1932 als Abgeordneter für den Wahlkreis (Westfalen-Nord) dem Reichstag in Berlin an. Daneben war er auch Mitglied der Handelskammer.
Nach der nationalsozialistischen „Machtergreifung“ 1933 wurde Hömberg als prominenter Vertreter des „Weimarer Systems“ verfolgt. Der von ihm gegründete Verlag „Kommunale Nachrichten“, der Schriften für Kommunalpolitiker der Wirtschaftspartei veröffentlichte, wurde 1934 aufgelöst. Vom 3. Juni bis zum 18. Oktober 1935 wurde Hömberg im Konzentrationslager Esterwegen bei Papenburg gefangengehalten. Nach seiner Entlassung wurde er unter Polizeiaufsicht gestellt und einem Verbot unterworfen, Recklinghausen zu verlassen. Ein Dortmunder Sondergericht verurteilte Hömberg auf Grund des Heimtückegesetzes zu acht Monaten Gefängnis. Hömberg habe, so ein Zeitungsbericht, „in einem öffentlichen Lokal in unglaublicher Weise Bewegung und Staat kritisiert und insbesondere den Ministerpräsidenten Göring verleumdet“. Das Urteil wurde auch damit begründet, dass Hövermann „an Einrichtungen des Staates herummäkeln“ würde. Unter Anrechnung der KZ-Haft wurde Hömberg von März bis Juni 1936 im Gefängnis Recklinghausen festgehalten.
Nach Ausbruch des Zweiten Weltkrieges wurde Hömberg untersagt, kriegswirtschaftlich wichtige Betriebe zu betreten. In der Endphase des Krieges wurde er zusammen mit anderen, als politisch unzuverlässig Eingestuften, zu Arbeiten am Westwall dienstverpflichtet.